# Bonnières (Oise)
Bonnières é uma comuna francesa na região administrativa de Altos da França, no departamento de Oise. Estende-se por uma área de 8,44 km². Em 2010 a comuna tinha 179 habitantes (densidade: 21,2 hab./km²).